# Pierssenspolder
De Pierssenspolder is een polder ten noordwesten van Sluiskil, behorende tot de Polders in de vaarwegen naar Axel en Gent, in de Nederlandse provincie Zeeland. 
Het betreft een indijking van een deel der schorren in het voormalige Axelse Gat, waartoe een dijk van 3,5 km moest worden aangelegd. De polder kwam gereed in 1864 en heeft een oppervlakte van 168 ha. Ze is vernoemd naar Philippus Pierssens, die burgemeester van Hulst is geweest.